# Nabil Khalil
Nabil Khalil (arab. ‏نبيل خليل‎; ur. w 1962) – libański narciarz alpejski, uczestnik Zimowych Igrzysk Olimpijskich 1984.
Najlepszym wynikiem Khalila na zimowych igrzyskach olimpijskich jest 39. miejsce w slalomie podczas Zimowych Igrzysk Olimpijskich 1984 w Sarajewie.
Khalil nigdy nie wystartował na mistrzostwach świata.
Khalil nigdy nie wystartował w zawodach Pucharu Świata.

## Osiągnięcia

### Zimowe igrzyska olimpijskie
| Igrzyska      | Konkurencja   | Czas    | Wynik | Zwycięzca  |
| ------------- | ------------- | ------- | ----- | ---------- |
| Sarajewo 1984 | Slalom gigant | 3:47.69 | 66.   | Max Julen  |
| Sarajewo 1984 | Slalom        | 2:28.27 | 39.   | Phil Mahre |